# Università negli Stati Uniti d'America
Con università negli Stati Uniti d'America si identifica il complesso delle università e college, sia con status pubblico (università statali), sia con status privatistico (istituzioni universitarie che si basano su finanziamenti offerti da privati). Di seguito una lista di college e università divise per stato e regione degli Stati Uniti d'America, e una lista delle istituzioni delle aree insulari e fuori dagli Stati Uniti d'America. 

## Nordest

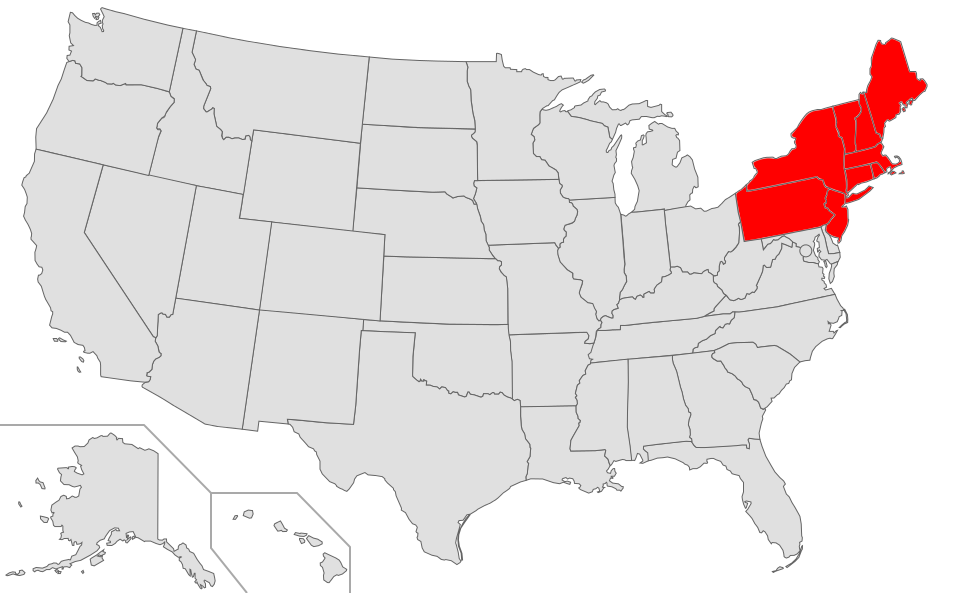
Nordest degli Stati Uniti d'America

- Connecticut
- Maine
- Massachusetts
- New Hampshire
- New Jersey
- New York
- Pennsylvania
- Rhode Island
- Vermont

## Midwest

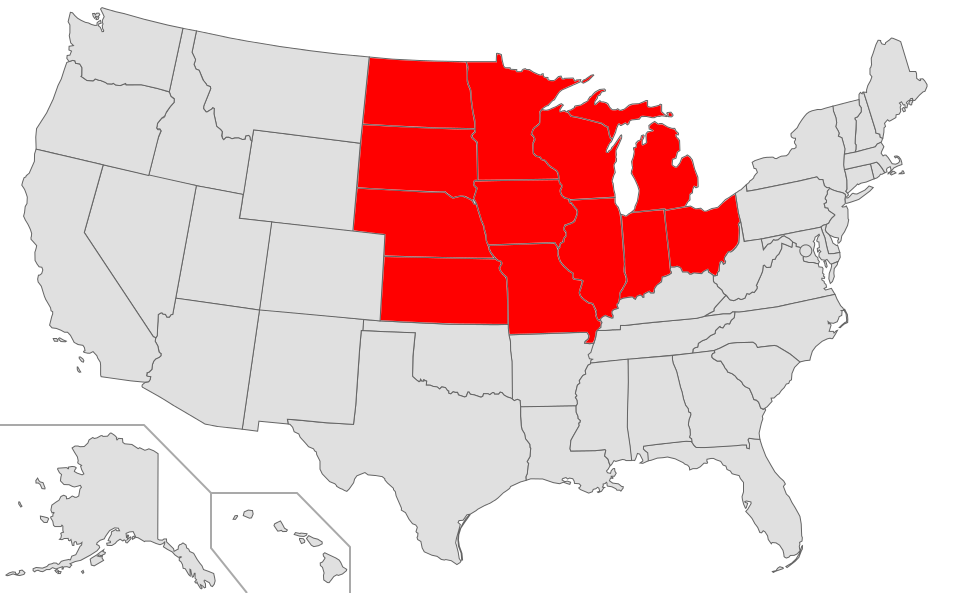
Midwest degli Stati Uniti d'America

- Illinois
- Indiana
- Iowa
- Kansas
- Michigan
- Minnesota
- Missouri
- Nebraska
- North Dakota
- Ohio
- South Dakota
- Wisconsin

## Sud

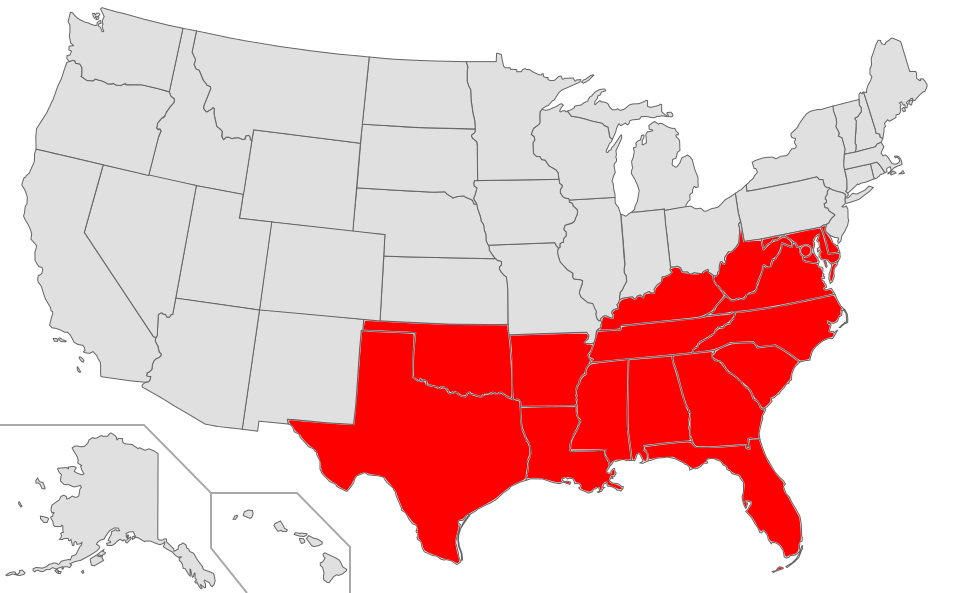
Sud degli Stati Uniti d'America

- Alabama
- Arkansas
- Delaware
- Florida
- Georgia
- Kentucky
- Louisiana
- Maryland
- Mississippi
- North Carolina
- Oklahoma
- South Carolina
- Tennessee
- Texas
- Virginia
- West Virginia

## Ovest

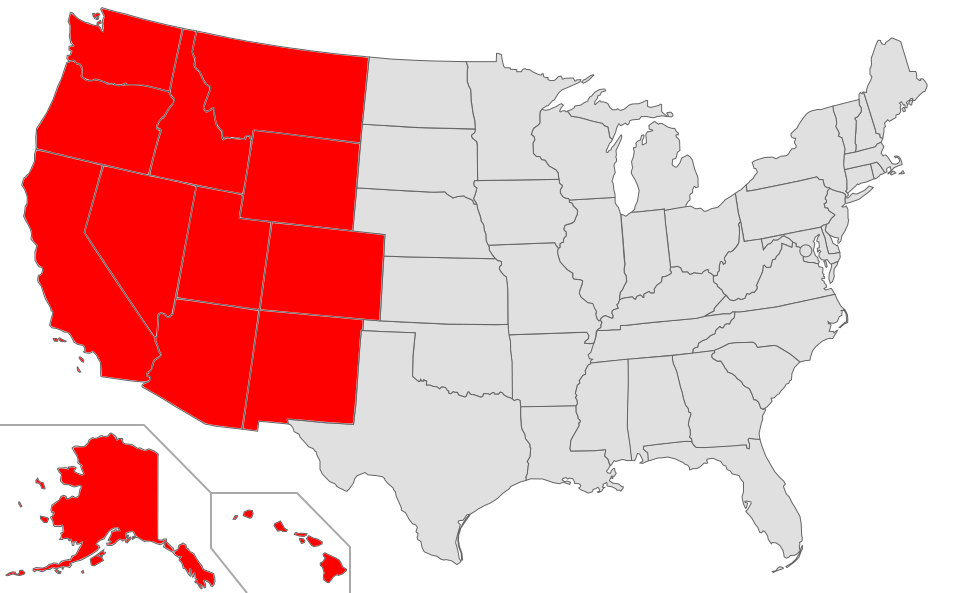
Ovest degli Stati Uniti d'America

- Alaska
- Arizona
- California
- Colorado
- Hawaii
- Idaho
- Montana
- Nevada
- New Mexico
- Oregon
- Utah
- Washington
- Wyoming

## Aree insulari
- Samoa Americane
- Guam
- Isole Marianna Settentrionali
- Puerto Rico
- Isole Vergini Americane
- Washington, D.C.

Aree insulari degli Stati Uniti d'America

- Le Isole minori esterne degli Stati Uniti d'America non hanno né college né università

## Fuori dal territorio degli Stati Uniti d'America
La seguente lista elenca le istituzioni internazionali che sono accreditate negli Stati Uniti d'America. La lista include le sedi decentrate delle università con sede centrale negli Stati Uniti d'America.